# Charli XCX
Charli XCX (stylizowane również na: Charli xcx), właśc. Charlotte Emma Aitchison (ur. 2 sierpnia 1992 w Cambridge) – brytyjska piosenkarka, modelka, aktorka, kompozytorka i autorka tekstów.
Jako nastolatka wydała niezależnie w 2008 r. debiutancki singiel i występowała w londyńskich klubach muzycznych. W 2010 roku podpisała kontrakt z Asylum Records i dwa lata później wydała dwa nagrania mixtape. Uznawana jest za twarz gatunku hyperpop. Jej debiutancki album True Romance (2013) promowany m.in. przez single „You (Ha Ha Ha)” i „Nuclear Seasons” nie odniósł szczególnego sukcesu. Szeroki rozgłos zdobyła w 2013 r., gdy duet Icona Pop nagrał z jej udziałem przebój „I Love It” oraz w momencie premiery singla „Fancy” Iggy Azalei, którego Charli xcx jest również współautorką. Singel „Boom Clap” pochodzący z soundtracku do filmu Gwiazd naszych wina (2014) pojawił się w top 10 list przebojów w kilkunastu krajach. Pod koniec 2014 r. wydała drugi krążek pt. Sucker. Jej trzeci album, Charli, ukazał się we wrześniu 2019 r., a kolejny – How I’m Feeling Now – w maju 2020 r. W 2022 r. wydała album Crash, a w czerwcu 2024 wydała album Brat, który zapoczątkował tzw. „brat summer”, popularny trend w serwisach społecznościowych. Wszystkie albumy spotkały się z dużym uznaniem krytyków, a sam album został uznany przez wiele serwisów muzycznych za najlepsze wydanie 2024 roku. Charli XCX jest uznawana za jedną z głównych przedstawicielek gatunku muzyki hyper pop.

## Wczesne lata
Urodziła się 2 sierpnia 1992 w Cambridge, w Anglii. Jej ojciec, Jon Aitchison, jest szkockim przedsiębiorcą i byłym łowcą talentów, a jej matka, Shameera, pielęgniarką i stewardesą pochodzenia hinduskiego, urodzoną i wychowaną w Ugandzie. Charli dorastała w Start Hill w hrabstwie Essex i uczęszczała do Bishop’s Stortford College w pobliskim Bishop’s Stortford.
Rodzice Charli nie byli szczególnie muzykalni, lecz ona sama od najmłodszych lat wykazywała ogromne zainteresowanie muzyką, będąc fanką takich wykonawców, jak Spice Girls czy Britney Spears. Zaczęła pisać swoje własne piosenki w wieku 14 lat, a pierwszą z nich zatytułowała „Fish and Chips Shop”. Jako czternastolatka właśnie przekonała swoich rodziców do pokrycia kosztów nagrania swojego debiutanckiego albumu, 14. Na początku 2008 roku rozpoczęła publikację utworów z płyty oraz kilku nagrań demo na swojej oficjalnej stronie Myspace. Przykuło to uwagę anonimowego sponsora, który zaprosił ją do występów w swoich klubach, na nielegalnych imprezach rave’owych. Zaczęła wtedy korzystać z pseudonimu Charli xcx, pochodzi on od nicku, którego używała gdy była młodsza w aplikacji MSN Messenger. Powiedziała później, że wybrała ten pseudonim, „ponieważ wygląda fajnie i brzmi chwytliwie”. Według niej inicjały „XCX” nie oznaczają nic szczególnego, a po prostu reprezentują wszystko, co do tej pory stworzyła. Mimo że jej debiut nigdy nie został oficjalnie wydany, wytwórnia Orgy Music opublikowała dwa single promocyjne: „¡Franchesckaar!” i „Emelline”/„Art Bitch”. Charli od tamtego czasu często wyrażała dezaprobatę co do swojej początkowej twórczości.
W wieku 18 lat przeprowadziła się do Londynu, by studiować sztuki piękne na Slade School of Fine Arts przy UCL, zrezygnowała na drugim roku.

## Kariera

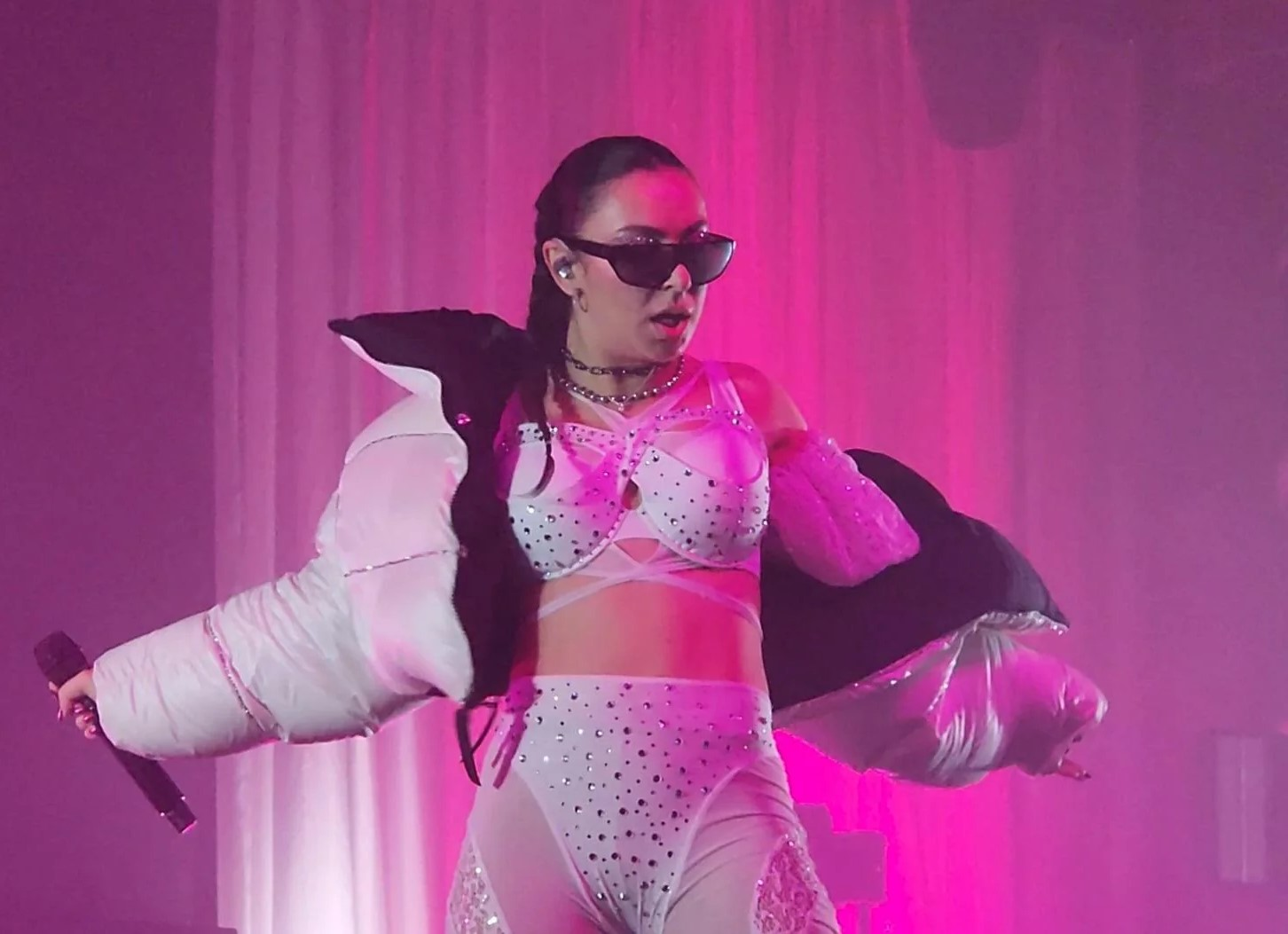
Charli XCX podczas trasy koncertowej „Crash Tour”

W 2010 podpisała kontrakt z Asylum Records, lecz szybko zrezygnowała z dalszego tworzenia muzyki. Później opisywała to jako stracony okres. W maju 2011 wydała swój pierwszy od prawie trzech lat singiel „Stay Away”, a następnie w listopadzie „Nuclear Seasons”, oba wyprodukowane przez popularnego producenta Ariela Rechtshaida i wydane na wyłączność w Wielkiej Brytanii. Te dwa single przykuły uwagę portalu Pitchfork Media, w którym to zdobyły wyróżnienie dla najlepszych nowych utworów muzycznych. Była również często mylona w wywiadach z nowozelandzką piosenkarką Lorde.
12 czerwca 2012 wydała w USA swoją pierwszą EPkę pt. You’re the One, która została następnie wydana w Wielkiej Brytanii oraz w Australii. Amerykańska wersja zawierała utwory „You’re the One”, „Nuclear Seasons” oraz ich remiksy. W wersji brytyjskiej znajdowały się piosenki „So Far Away” i „You’re the One” wraz z remiksami, zaś w wersji australijskiej znalazły się utwory „Stay Away”, „Nuclear Seasons” oraz „You’re the One” i ich remiksy. Była współautorką i występuje gościnnie w piosence „I Love It”, która została ostatecznie nagrana przez szwedzki duet Icona Pop i stała się ich przełomowym przebojem. Utwór ten zadebiutował na 48. miejscu szwedzkiej listy przebojów, a po dwóch miesiącach wspiął się na drugie miejsce, które utrzymywał następnie przez kolejne trzy tygodnie. Piosenka „I Love It” pojawiła się również na amerykańskiej liście przebojów Billboard Hot 100, na której dotarła na siódme miejsce.

Jej pierwszy album studyjny, True Romance, wydany został 12 kwietnia 2013 i dotarł do 85. miejsca na UK Albums Chart. Nazwa albumu pochodzi od nazwy filmu Quentina Tarantino o tym samym tytule z roku 1993. Wydawnictwo zostało pozytywnie odebrane przez krytyków osiągając średni wynik 76/100 na Metacritic. W czerwcu wokalistka potwierdziła, że pracuje nad swoim drugim albumem. Przy jego tworzeniu współpracowali z nią Weezer, John Hill, duet StarGate i Rostam Batmanglij z Vampire Weekend. We wrześniu wspierała amerykański zespół rockowy Paramore w ich trasie koncertowej w Wielkiej Brytanii.

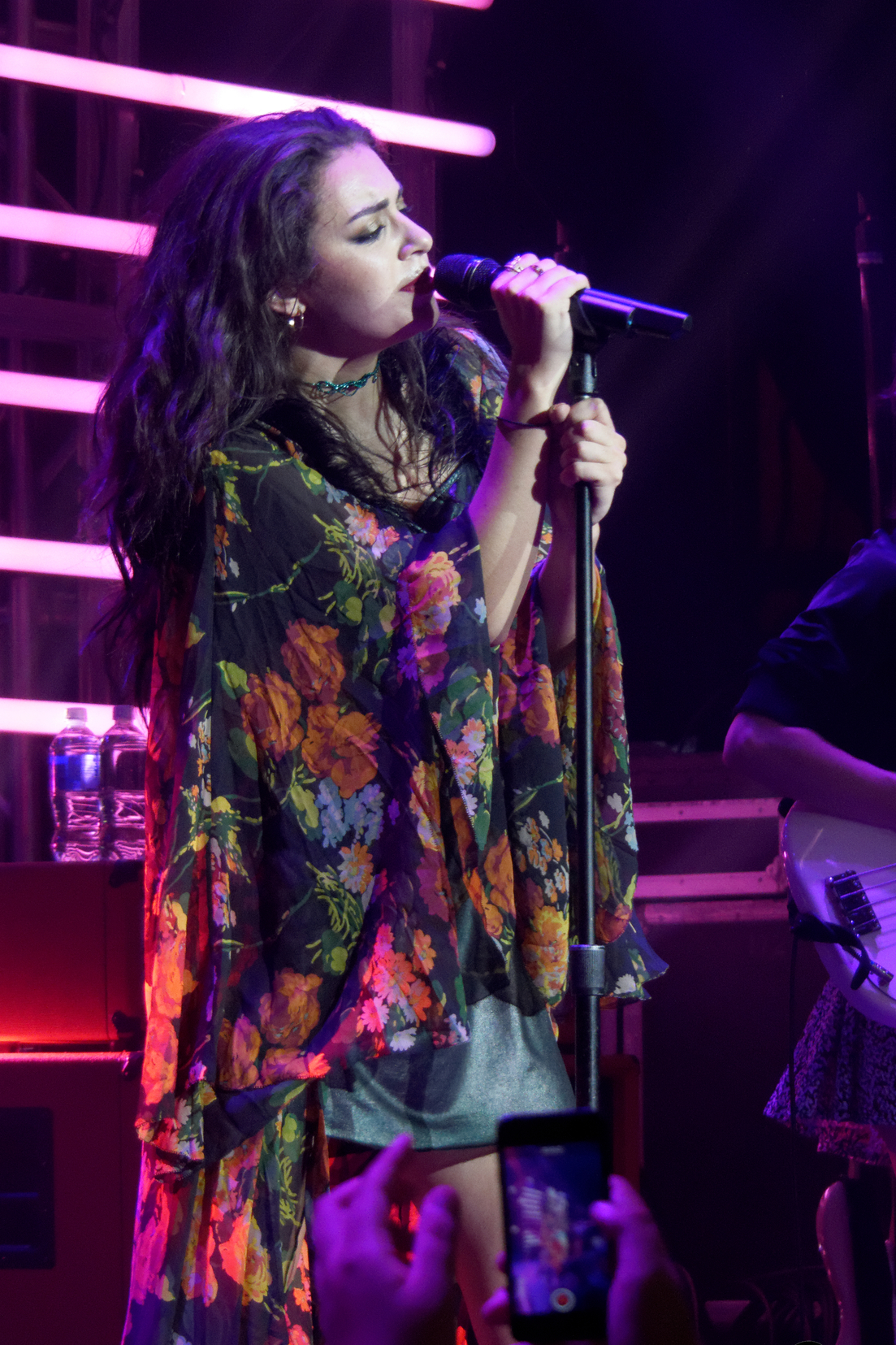
Charli XCX na koncercie VMA (2014)

W lutym 2014 piosenkarka wystąpiła gościnnie w piosence „Fancy” Iggy Azalei oraz w późniejszym teledysku nagranym do tego utworu. Teledysk ten wzorowany był na filmie Clueless z Azaleą przedstawiającą postać Cher Horowitz (oryginalnie graną przez Alicię Silverstone) i Charli XCX przedstawiającą Tai Frasier (oryginalnie graną przez Brittany Murphy). W maju piosenka „Fancy” zajęła pierwsze miejsce w notowaniu Billboard Hot 100, będąc pierwszym singlem numer jeden na tej liście dla obu artystek. Również w maju tego roku piosenkarka skomponowała piosenkę „Boom Clap” do ścieżki dźwiękowej filmu Gwiazd naszych wina. Piosenka ta została wydana jako pierwszy singel nadchodzącego albumu i dotarła do 8. miejsca na Billboard Hot 100 oraz 6. miejsca na UK Singles Chart. W sierpniu ogłosiła, że jej drugi album będzie nosił nazwę Sucker. Drugi singel z tego albumu „Break the Rules” został wypuszczony 18 sierpnia, zaś sam album miał premierę 15 grudnia 2014. We wrześniu Katy Perry poinformowała na Twitterze, że Charli będzie otwierać wszystkie koncerty podczas jej trasy koncertowej po Europie – Prismatic World Tour.
Z końcem 2015 stacja BBC Three wyemitowała dokument zatytułowany The F-Word and Me, w którym piosenkarka opowiada o życiu kobiet w show biznesie i feminizmie w muzyce. W tym samym roku odbyła dużą trasę koncertową po festiwalach w Wielkiej Brytanii.
26 lutego 2016 pojawiła się EP-ka Vroom Vroom, nad którą pracowała z producentką muzyki elektronicznej SophieAby wydać samodzielnie płytę piosenkarka założyła własną wytwórnię muzyczną, Vroom Vroom Recordings. 28 października 2016 wydany został singiel After The Afterparty będący wiodącym singlem promującym nadchodzący trzeci studyjny album Charli xcx, którzy fani Charli nazwali XCX World. Album jednak nigdy nie został oficjalnie wydany, ze względu na fakt, że został wykradziony. Następnie zamiast albumu studyjnego światło dzienne ujrzały w 2017 dwa mixtape’y – Number 1 Angel i Pop 2.
W maju 2018 występowała jako support podczas trasy koncertowej Taylor Swift promującej album Reputation. W następnych latach wydała albumy: Charli (2019) i How I’m Feeling Now (2020). 18 marca 2022 wydała album pt. Crash, który dedykowała swojej zmarłej współpracowniczce i przyjaciółce, Sophie.

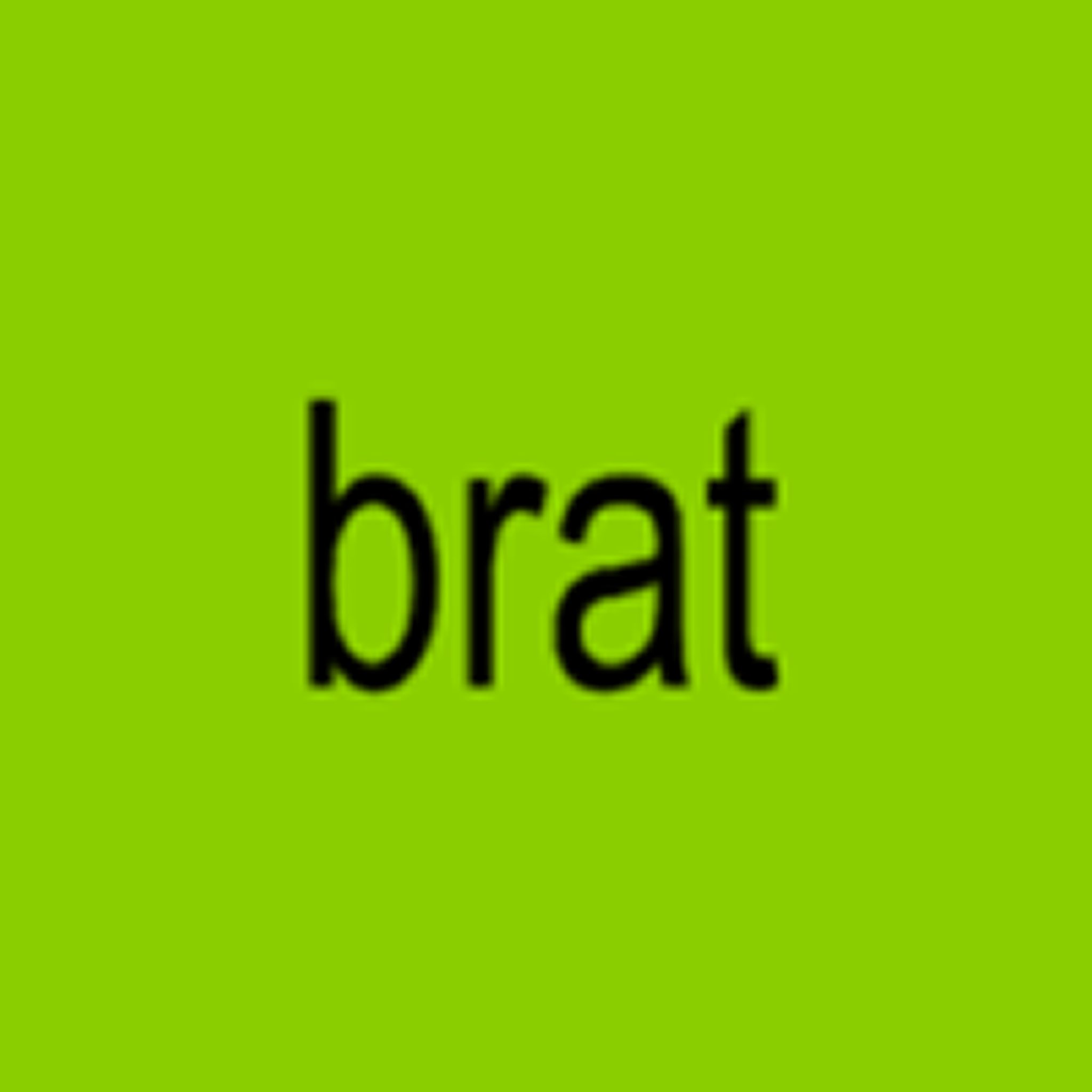
Okładka albumu "Brat", która zapoczątkowała trend Brat Summer

7 czerwca 2024 wydała album pt. Brat, który stał się hitem w mediach społecznościowych. 2 sierpnia tego samego roku pojawił się remix utworu „Guess”, w którym gościnnie wystąpiła amerykańska piosenkarka Billie Eilish i który zadebiutował na pierwszym miejscu brytyjskiej listy przebojów Official Charts Company. Charli XCX również w 2024 wydała kolejną wersję płyty Brat, tym razem wzbogaconą o trzy premierowe utwory: „Hello Goodbye”, „Guess” i „Spring Breakers”. Chwilę później do odsłuchu trafił album z odświeżonymi utworami z udziałem gościnnym artystów, takich jak Yung Lean, Ariana Grande, Troye Sivan, Billie Eilish, Lorde czy Kesha. W ramach promocji płyty odbyła trasą koncertową Sweat Tour po Ameryce Północnej z Troyem Sivanem oraz Brat Tour. W 2025 uzyskała osiem nominacji do nagrody Grammy, wygrała w trzech kategoriach, Best Recording Package i Best Dance/Electronic Album za album "Brat", i Best Dance Pop Recording za utwór "Von Dutch". Na zakończenie tej ceremonii wystąpiła z wygranym utworem i utworem "Guess". Artystka również zdobyła 5 nagród podczas BRIT Awards.

## Życie prywatne
19 lipca 2025 wyszła za George’a Daniela, perkusistę zespołu The 1975. Nie ma dzieci, jednak często porusza temat macierzyństwa w jej muzyce, np. w utworze „I Think About It All the Time” z albumu Brat.

## Dyskografia
Albumy studyjne
- True Romance (2013)
- Sucker (2014)
- Charli (2019)
- How I’m Feeling Now (2020)
- Crash (2022)
- Brat (2024)

EP-ki
- You’re the One (2012)
- Vroom Vroom (2016)

Mixtape-y
- Heartbreaks and Earthquakes (2012)
- Super Ultra (2012)
- Number 1 Angel (2017)
- Pop 2 (2017)

Albumy z remixami
- Brat and It's Completely Different but Also Still Brat (2024)